# NGC 6493
NGC 6493 is een balkspiraalstelsel in het sterrenbeeld Draak. Het hemelobject werd op 5 juni 1885 ontdekt door de Amerikaanse astronoom Lewis A. Swift.

## Synoniemen
- UGC 11011
- MCG 10-25-105
- ZWG 300.84
- PGC 60961